# 安德烈娅·格里戈雷
安德烈娅·格里戈雷（羅馬尼亞語：Andreea Grigore，1991年4月11日—）生于布加勒斯特，是一名罗马尼亚女子竞技体操运动员。她曾参加2008年夏季奥林匹克运动会，在体操女子团体项目上摘得一枚铜牌。